# Acheri
 (août 2023).
Un acheri est un fantôme de la tradition indienne issu de la mort de petits enfants,, voire en particulier de petites filles, à l'aspect squelettique et vêtue d'une robe en peau[réf. nécessaire]. Elle passe l'essentiel de son temps sur le sommet des montagnes mais la nuit elle descend de sa retraite dans la montagne pour jouer et apporte la maladie aux petits enfants qui entrent en contact avec son ombre malveillante,. Cependant, juste avant, elle chante en jouant sur un petit tam-tam, et sa voix lugubre résonne dans les vallons pour annoncer la mort de celui qui l'entend, ou de quelqu'un de proche de cette personne, en particulier des enfants proches selon la légende.[réf. nécessaire]
Les acheris rendraient les petites filles malades,. Ces fantômes n'aiment pas le rouge, donc afin de se protéger de leurs maléfices, il faut porter une ficelle rouge clair ou rouge brillant autour du cou. Le fait de porter des habits rouges ou des perles fonctionne également. Une personne entièrement vêtue de rouge peut écouter son chant sans risque.[réf. nécessaire]
Certaines sources récentes attribuent ce mythe aux légendes des autochtones d'Amérique plutôt qu'hindoue